# Ulnowo (Ostróda)
Ulnowo  (Duits: Faulen) is een dorp in de Poolse woiwodschap Ermland-Mazurië. De plaats maakt deel uit van de gemeente Grunwald. Er woonden 37 mensen in 2011.

## Geschiedenis
In de tijd van de Duitse Orde (1321) verschijnt Ulnowo in documenten, over de commandeur in Dąbrównie, ridder met 60włok land. Op 15 juli 1410 vond in de buurt van het dorp de Slag bij Grunwald plaats. In de woorden van Dlugosz over het Lubiański Meer wordt gemeld over tent, die geplaatst in de onmiddellijke nabijheid van dat meer, dat van een afstand een beetje verder geheel of bijna geheel onzichtbaar was. Het Poolse kamp werd geslagen op de zuidoostelijke oever van het meer, naast Ulnowo. Op een afstand van ong. 3,5 km ten noordwesten van de plaats stond de koninklijke tent, met zicht op de heuvels in de verte, de velden van Grunwald.

## Sport en recreatie
- Door deze plaats loopt de Europese wandelroute E11. De E11 loopt van Den Haag naar het oosten, op dit moment de grens Polen/Litouwen. Ter plaatse komt de route van het westen van Grunwald, en vervolgt naar het oosten richting Jadamowo.